# 長野県道257号木曽平沢停車場線
長野県道257号木曽平沢停車場線（ながのけんどう257ごう きそひらさわていしゃじょうせん）は、長野県塩尻市楢川村平沢の中央本線木曽平沢駅から国道19号交点を結ぶ一般県道。国道19号の旧道でもある。

## 概要

### 路線データ
- 起点：中央本線木曽平沢駅
- 終点：塩尻市楢川村平沢（平沢北交差点、国道19号交点）

## 通過する自治体
- 長野県
  - 塩尻市

## 交差する道路
- 国道19号（平沢北交差点、終点）